# The Secret Is Love
The Secret Is Love ist ein Lied der österreichischen Musikerin Nadine Beiler. Es war der österreichische Beitrag zum Eurovision Song Contest 2011.

## Hintergrund
Im Herbst 2010 bewarb sich Nadine Beiler bei Guten Morgen Düsseldorf, der von Ö3 und dem ORF-Fernsehen ausgetragenen nationalen Vorentscheidung zum Eurovision Song Contest 2011. Sie bat den Musikproduzenten Thomas Rabitsch, den sie seit Ende 2006 von ihrer Teilnahme an der Castingshow Starmania kannte, für sie ein Lied zu komponieren. Rabitsch schrieb ihr die Ballade The Secret Is Love. Nachdem der Song an Ö3 gesendet worden war, erreichte Beiler die Phase der besten dreißig Teilnehmer. Dort schaffte sie es als Zweitplatzierte unter die besten zehn und gewann schließlich den Wettbewerb um die Teilnahme in Düsseldorf.
Am 9. April trat Nadine Beiler in der Sendung Wir sind Kaiser auf, wo sie eine satirische, deutschsprachige Version des Liedes sang. Einige Wochen später erschien ein Dance-Remix zu The Secret Is Love.

## Eurovision Song Contest 2011
„The Secret Is Love“ belegte beim 56. Eurovision Song Contest in Düsseldorf den 18. Platz mit 64 Punkten.
Punktevergabe für Österreich
| Anzahl | Punkte | Land                                              |
| ------ | ------ | ------------------------------------------------- |
| 1×     | 12     | Deutschland                                       |
| 0×     | 10     |                                                   |
| 0×     | 8      |                                                   |
| 2×     | 7      | Bosnien und Herzegowina, Schweiz                  |
| 0×     | 6      |                                                   |
| 2×     | 5      | Bulgarien, Slowenien                              |
| 1×     | 4      | Schweden                                          |
| 4×     | 3      | Armenien, Georgien, Kroatien, Slowakei            |
| 4×     | 2      | Malta, Mazedonien, Ungarn, Vereinigtes Königreich |
| 4×     | 1      | Dänemark, Finnland, Niederlande, Türkei           |